# Kurmuk (woreda)
Cet article concerne le woreda éthiopien. Pour le village éthiopien, voir Kurmuk (Éthiopie). Pour la ville soudanaise, voir Kurmuk.
Kurmuk, parfois orthographié Kormuk, est un woreda de la zone Asosa dans la région Benishangul-Gumuz, en Éthiopie. Il est limitrophe du Soudan.
Le centre administratif du woreda, point de départ de la route Kurmuk-Asosa du côté éthiopien de la frontière, jouxte la ville soudanaise de Kurmuk.
Selon les estimations de 2005 de l’Agence Centrale de la Statistique éthiopienne (CSA), le woreda Kurmuk comptait 14 206 habitants (7 154 hommes et 7 052 femmes) dont 554 (3,9 %) résident en ville. Avec une superficie de 1 434 km2, le woreda a une densité de 9,9 habitants par km2.
Le woreda a 16 734 habitants au recensement de 2007.
En 2020, sa population est estimée par projection des taux de 2007 à 19 283 personnes.